# بارانيها
بارانيها (بالفارسية: بارانی‌ها) هي قرية تقع في غلستان في إيران. يقدر عدد سكانها بـ 226 نسمة بحسب إحصاء 2016.